# Saint-Vivien-de-Monségur
 Saint-Vivien-de-Monségur  là một xã thuộc tỉnh Gironde trong vùng Aquitaine tây nam nước Pháp. Xã này nằm ở khu vực có độ cao trung bình 96 mét trên mực nước biển.